# 国鉄リ2500形貨車
国鉄リ2500形貨車（こくてつリ2500がたかしゃ）は、かつて日本国有鉄道（国鉄）に在籍した土運車である。

## 概要
昭和27年度貨車保守復元工事にて雪捨用車を整備することが計画され、1952年（昭和27年）5月8日車客修第744号にて告示された。この計画とは以下のとおりである。
当時廃車上申中又は同予定車のトム1形およびトム5000形を改造し雪捨用車を整備する。改造工場と改造数は、旭川工場100両、苗穂工場50両の合計150両である。
その主な改造内容は、種車中央部にある開き戸をあおり戸に変更しその高さを低くすることであった。また妻板の高さもこの高さにそろえられた。これは荷卸しの際の作業の効率化のためである。
全車とも1953年（昭和28年）1月15日に落成し2日後の1月17日に総裁達第37号にてその専属配置が告示された。その配置駅は以下のとおりである。
| 管理局         | 常備駅     | 記号番号        |
| -------------- | ---------- | --------------- |
| 旭川鉄道管理局 | 旭川駅     | リ2500 - リ2525 |
| 旭川鉄道管理局 | 名寄駅     | リ2526 - リ2543 |
| 旭川鉄道管理局 | 音威子府駅 | リ2544 - リ2555 |
| 旭川鉄道管理局 | 深川駅     | リ2556 - リ2565 |
| 旭川鉄道管理局 | 留萌駅     | リ2566 - リ2567 |
| 旭川鉄道管理局 | 遠軽駅     | リ2568 - リ2570 |
| 旭川鉄道管理局 | 白滝駅     | リ2571 - リ2572 |
| 旭川鉄道管理局 | 渚滑駅     | リ2573 - リ2574 |
| 旭川鉄道管理局 | 北見駅     | リ2575 - リ2577 |
| 旭川鉄道管理局 | 南稚内駅   | リ2578 - リ2579 |
| 札幌鉄道管理局 | 倶知安駅   | リ2580 - リ2589 |
| 札幌鉄道管理局 | 砂川駅     | リ2590 - リ2599 |
| 札幌鉄道管理局 | 小樽築港駅 | リ2600 - リ2614 |
| 札幌鉄道管理局 | 岩見沢駅   | リ2615 - リ2629 |
| 札幌鉄道管理局 | 苗穂駅     | リ2630 - リ2639 |
| 札幌鉄道管理局 | 滝川駅     | リ2640 - リ2649 |

完成した車は無蓋車そのものであるが土運車に分類された。雪捨用車という用途にて製作されたため種車が「トム級」（積載荷重14t - 16t）であるにもかかわらず積載荷重は10t であった。
車体色は黒、寸法関係は種車によりばらつきがあるが一例として全長は7,830mm、全幅は2,176mm、全高は1,695mm、軸距は3,960mm、実容積は31.9m3、自重は7.2t、走り装置はシュー式であった。
予定通り全車が完成したが、何分種車が1914年（大正3年）より製作された車であリ、落成時点ですでに車齢39年の高齢車であったため早くも翌1954年（昭和29年）より廃車となる車が現れ1960年（昭和35年）までに全車が廃車された。

## 譲渡
1957年（昭和32年）9月6日に三井芦別鉄道へ9両（リ2585、リ2586、リ2600、リ2609、リ2610、リ2614、リ2619、リ2626、リ2642）が譲渡された。1958年（昭和33年）7月30日付で2両（リ2609、リ2610）が三井鉱山奈井江専用鉄道に移動したほか、1両（リ2585）が1959年7月10日付で、3両（リ2586、リ2614、リ2642）が1962年（昭和37年）3月10日付、残りの3両（リ2600、リ2619、リ2619）が同年11月7日付で廃車となった。